# Maderas

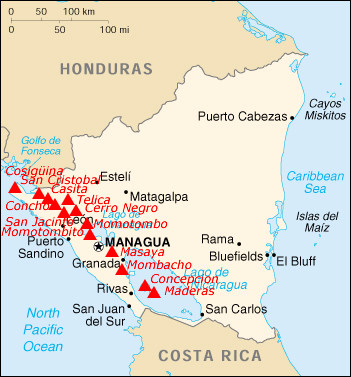
Übersicht Vulkane Nicaragua

Der Maderas ist ein Schichtvulkan in Nicaragua.
Er ist auf der Insel Ometepe nach dem Concepción (Vulkan) der zweithöchste.
In geschichtlichen Zeiten war er nicht aktiv. In seinem Krater befindet sich ein Kratersee.
Der Maderas ist einer der wenigen Orte auf der Pazifikseite Nicaraguas, an denen Wolkenwald wächst.
Der einzige weitere Ort mit Nebelwald ist der Mombacho.
Jener Nebelwald ist durch hohe Luftfeuchtigkeit und durch eine artenreiche Fauna und Flora gekennzeichnet.
Auf dem Maderas wurden Petroglyphen gefunden.
Das Besteigen des Maderas ist eine Touristenattraktion.